# Thunderstrike
Thunderstrike (Kevin Masterson) es un personaje ficticio que aparece en los cómics estadounidenses publicados por Marvel Comics. El personaje fue introducido por primera vez como un personaje secundario en Thor y apareció de nuevo en la serie derivada de Thunderstrike, como el hijo de Eric Masterson, el carácter ofrecido de ambas series. Kevin Masterson fue luego reintroducido en la serie MC2 A-Next, como el superhéroe Thunderstrike, un tema que sería revisado en la Era Heroica de Marvel Comics en la serie limitada del mismo nombre.

## Historial de publicaciones
Kevin Masterson fue creado por Tom DeFalco y Ron Frenz, apareciendo por primera vez en Thor vol. 1 # 392 en junio de 1988 como el hijo del héroe original conocido como Thunderstrike, Eric Masterson. Continuaría apareciendo en un papel secundario en Thor y en la serie derivada de Thunderstrike.
El personaje sería re-imaginado en What If vol. 2 # 105, que aparece por primera vez como una nueva versión de Thunderstrike. Un origen para Kevin Masterson como Thunderstrike aparecería en la continuación de la serie MC2 A-Next # 1, donde continuaría siendo presentado, como parte del elenco de personajes. También aparecería en la serie MC2 Last Hero Standing y la secuela Last Planet Standing; así como la serie de seguimiento Avengers Next.
El uso de Kevin Masterson como versión heredada de Thunderstrike fue un tema revisado durante la Era Heroica. Se anunció que el personaje volvería en una nueva miniserie de cinco temas de los cocreadores Tom DeFalco y Ron Frenz en noviembre de 2010. Los promocionales que conducen al evento comenzaron en agosto, representando la maza que dice "Uno se levantará ... "y" El mundo todavía necesita héroes ". Los primeros números recibieron revisiones generalmente positivas, alabando la premisa, la caracterización y el trazado. Al final de la serie, el libro fue elogiado por la trama, el diálogo y la caracterización, con la contemporización de un personaje clásico en atemporal.
Thunderstrike apareció en Fear Itself: The Home Front.

## Biografía del personaje ficticio

### MC2
Kevin Masterson recibe la maza de su padre fallecido por Edwin Jarvis, el mayordomo de los Vengadores, según el testamento de su padre. Kevin le roba la maza e incluso entra en posesión de Loki, que había creado un hechizo para aprovechar el poder dormido dentro de la maza. Kevin salta en medio del hechizo, absorbiendo la maza y la magia que contiene. Se convierte en su propia versión de Thunderstrike y miembro fundador de una nueva versión de los Vengadores.
A medida que la serie continúa, el mayor desafío de Thunderstrike se produce cuando los Vengadores viajan a una dimensión paralela oscura, donde se encuentra con una versión oscura de su padre. El suplente Eric Masterson reconoció a Thunderstrike como Kevin, quien descubre que en esta realidad, él, no Eric, ha muerto. Los suplentes Eric y Kevin se unieron, y una vez que los Avengers derrotan a la regla de la dimensión oscura, Kevin se queda atrás para estar con su "padre".
Kevin regresa a la realidad de su hogar y se reúne con los Vengadores para ayudar en la batalla con Seth. Cuando Galactus destruye Asgard, Thunderstrike aparentemente pierde sus poderes en Last Planet Standing. Él es secuestrado por Ulik y Sylene, hija de Loki, como parte de un plan para restaurar a Asgard; pero Kevin Masterson lucha contra sus captores. En última instancia, él es responsable de cambiar las tornas sobre los villanos. Thena, hija de Thor, quien también participó en la batalla contra su primo, es capaz de restaurar el poder de Kevin, lo que le permite convertirse en Thunderstrike una vez más.

### Thunderstrike (serie limitada)
Un adolescente amargado Kevin Masterson aparece en la serie limitada Thunderstrike. El personaje presentado anteriormente como un niño idealista muestra enojo, problemas de comportamiento y una visión desilusionada de los "sabuesos cubiertos de spandex".
El Capitán Steve Rogers le da la maza encantada de su padre ; lo cual para su decepción mutua no desencadena cambio en el personaje (aunque sí recibe una invitación abierta a la Academia de los Vengadores, en la que más tarde se lo ve llegar a su Nuevo Campus en California).Mientras se dirigía a su casa, Kevin intenta salvar a una madre y a su hijo de un furioso Rhino y se transforma en un superhéroe. Kevin lucha brevemente contra Rhino, y poco después de que Kevin es derrotado, se da cuenta de que está en el cuerpo de su padre. Mangog, un enemigo de Thor, resurge y amenaza Nueva York. El joven héroe se une a Thor para luchar contra el monstruo. Kevin acepta su nueva identidad como Thunderstrike, junto con una nueva imagen, y continúa sus aventuras bajo la tutela de Brunhilda la Valkiria.
Durante la historia de Fear Itself, Thunderstrike termina siendo teletransportado a una estación en el medio del Océano Pacífico con Amadeus Cho, X-23, Spider-Girl y Power Man. Terminan peleando contra un grupo de samurai Shark Men.
Kevin apareció brevemente como parte de la nueva clase de estudiantes cuando la Academia de los Vengadores se traslada a la antigua sede de los Vengadores de la Costa Oeste.

## Poderes y habilidades

### MC2
Kevin tiene la capacidad de cambiar de su forma normal a Thunderstrike sobrehumano. Como Thunderstrike, él tiene los poderes contenidos dentro de la maza del mismo nombre. Thunderstrike es sobrehumanamente fuerte y duradero. Puede generar ráfagas explosivas de fuerza sónica (sus "rayos") de sus manos, y dirigirlas como ráfagas de fuerza, o enfocar la energía en sus puños para lanzar golpes súper fuertes. Thunderstrike puede dirigir sus explosiones hacia abajo para lanzarse al aire y, aunque no puede volar, puede impulsarse a grandes distancias. Incluso aprendió cómo modular la frecuencia de sus energías sónicas para hacer pedazos los objetos simplemente tocándolos, sin dañar a las personas cercanas.

### Thunderstrike (serie limitada)
Los poderes demostrados de Kevin en la serie limitada son los mismos que los de su padre, incluida la reversión a su estado normal si está separado de Thunderstrike durante más de sesenta segundos. Él no usó la habilidad de disparar ráfagas de energía de la maza en la serie limitada. Gracias a la tutoría de la valquiria Brunhilda, también es capaz de cambiar su apariencia como Thunderstrike, y finalmente elige una forma que es una versión modificada de su yo normal.